# Cradle to the Grave
Cradle to the Grave je čtrnácté studiové album anglické skupiny Squeeze. Vydáno bylo 2. října roku 2015 společnostmi Virgin EMI Records a Love Records. Spolu se zpěvákem kapely Glennem Tilbrookem jej produkoval Laurie Latham. Jde o první studiové album kapely s novými písněmi od roku 1998, kdy vyšla deska Domino (kapela vydala roku 2010 album Spot the Difference, které však obsahuje nové verze starších písní). Album vyšlo také ve speciální verzi, která obsahuje navíc čtyři coververze. Jde o jediné album kapely, na němž hrála baskytaristka Lucy Shaw.

## Seznam skladeb
Autory všech skladeb jsou Chris Difford a Glenn Tilbrook, pokud není uvedeno jinak.
| Pořadí | Název                 | Délka |
| ------ | --------------------- | ----- |
| 1.     | Cradle to the Grave   | 3:20  |
| 2.     | Nirvana               | 3:25  |
| 3.     | Beautiful Game        | 3:25  |
| 4.     | Happy Days            | 4:36  |
| 5.     | Open                  | 3:46  |
| 6.     | Only 15               | 3:11  |
| 7.     | Top of the Form       | 3:05  |
| 8.     | Sunny                 | 2:59  |
| 9.     | Haywire               | 3:52  |
| 10.    | Honeytrap             | 3:30  |
| 11.    | Everything            | 4:06  |
| 12.    | Snap, Crackle and Pop | 4:52  |

| Bonusy na speciální verzi | Bonusy na speciální verzi | Bonusy na speciální verzi   | Bonusy na speciální verzi |
| Pořadí                    | Název                     | Autor                       | Délka                     |
| ------------------------- | ------------------------- | --------------------------- | ------------------------- |
| 13.                       | Hangin' 'Round            | Lou Reed                    | 7:22                      |
| 14.                       | Harper Valley PTA         | Tom T. Hall                 | 3:28                      |
| 15.                       | This Strange Effect       | Ray Davies                  | 5:32                      |
| 16.                       | I Don't Wanna Grow Up     | Tom Waits, Kathleen Brennan | 2:52                      |

## Obsazení
Squeeze
- Glenn Tilbrook – zpěv, kytara, klávesy, baskytara, perkuse, tleskání
- Chris Difford – kytara, zpěv
- Lucy Shaw – baskytara, doprovodné vokály
- Stephen Large – klávesy
- Simon Hanson – bicí, doprovodné vokály

Ostatní hudebníci
- John Bentley – baskytara
- Melvin Duffy – pedálová steel kytara; dulcimer
- Mark Feltham – harmonika
- Dennis Greaves – kytara
- Laurie Latham – tamburína, perkuse
- Kelly Barnes – doprovodné vokály
- Bryan Chambers – doprovodné vokály
- Miles Connolly – doprovodné vokály
- Carly Dexter-Fry – doprovodné vokály
- Billie Godfrey – doprovodné vokály
- Dominic Haddad – doprovodné vokály
- Jane Homer – doprovodné vokály, tleskání
- Suzanne Hunt – doprovodné vokály, tleskání
- Nate James – doprovodné vokály
- Simon King – doprovodné vokály
- Bryan Marshall – doprovodné vokály
- Louise Marshall – doprovodné vokály
- Melanie Marshall – doprovodné vokály
- Leon Tilbrook – doprovodné vokály
- Louis Tilbrook – doprovodné vokály, tleskání
- Tom Piggot-Smith – smyčce
- Everton Nelson – smyčce
- Stephanie Benedetti – smyčce
- Matt Ward – smyčce
- Calina De La Mare – smyčce
- Lucy Wilkins – smyčce
- Oli Langford – smyčce
- Ian Rathbone – smyčce
- Ian Burdge – smyčce
- Ben Rogerson – smyčce
- Kirsty Mangan – smyčce
- Natalie Holt – smyčce
- Rachel Lander – smyčce